# Долгоруковский обелиск (Симферополь)
Долгору́ковский обели́ск  (прежнее название — «Памятник Долгорукову») — памятник, установленный 29 сентября 1842 г. в Симферополе, в честь генерал-аншефа князя Василия Михайловича Долгорукова-Крымского, командовавшего русскими войсками, которые в 1771 году одержали победу над турецко-татарскими войсками и овладели Крымом. По «Списку памятников местного и национального значения, расположенных на территории Автономной Республики Крым» (г. Симферополь, 2004 г.) памятник значится под порядковым № 861. Поставлен на учёт решениями Крымского облисполкома от 05.09.1969 г. № 595 и от 22.05.1979 г. № 284. Госпаспорт № 29.

## Месторасположение
Город Симферополь, площадь на пересечении улицы Жуковского и улицы Долгоруковской (Карла Либкнехта), напротив восстанавливаемого собора Александра Невского.
Долгоруковский обелиск установлен в районе, где в 1771 году находился штаб командующего 2-й Русской армии князя В. М. Долгорукова.
Место для памятника на центральной площади, главной артерии города того времени, напротив Александро-Невского кафедрального собора, было выбрано генерал-губернатором Новороссийского края М. С. Воронцовым. Композиционно обелиск замыкал пространственный выход на Соборную площадь улиц Долгоруковской и Вокзальной (ныне бульвар Б. И. Ленина).

## Долгоруковский обелиск в его первоначальном виде

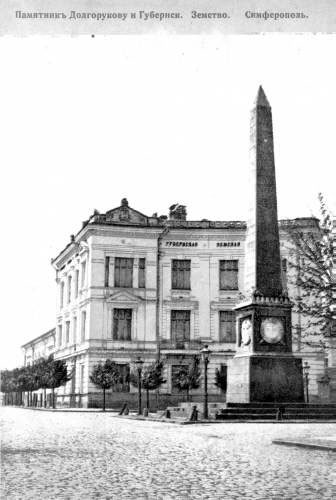
Памятник Долгорукову на фоне Губернского земства. Фото до 1900-го года

### История
Памятник в честь князя В. М. Долгорукова-Крымского и его победы над турецкими войсками был заложен в городе Симферополь, на то время — административной столице Таврической губернии, 5 апреля 1842 года. Он был установлен в районе, где в 1771 году в лагере российских войск стояла военно-полевая палатка командующего 2-й Русской армии. Автор монумента — профессор Август Штрейхенберг, подданный Прусского короля. Монумент был сооружен на средства внука полководца — действительного тайного советника, обер-шталмейстера Императорского двора Василия Васильевича Долгорукова. Освящение монумента торжественно состоялось 29 ноября 1842 года.

#### Торжественное открытие
Торжество открытия обелиска началось с божественной литургии в Александро-Невском соборе. Митрополит Агафангел со всем духовенством в сопровождении Б. Б. Долгорукова (внука Владимира Михайловича), Новороссийского генерал-губернатора графа М. С. Воронцова, Таврического губернатора М. М. Муромцева, военных и гражданских лиц вышли на площадь к памятнику, окруженному многочисленными зрителями. Отряды войск располагались с трёх сторон. У памятника провозглашена лития о благоденствии государя императора, затем молитва об упокоении души кн. В. М. Долгорукова-Крымского и храбрых его сподвижников, многолетие внуку, увековечившему память знаменитого своего деда. Преосвященный Агафангел окропил памятник и всех присутствующих святой водою. Солдаты и рабочие, трудившиеся при сооружении памятника, угощены были от имени князя Б. Б. Долгорукова. Почетные лица приглашены им к обеденному торжественному столу в зал Дворянского собрания. Тосты за здравие государя, троекратное «ура» и звуки гимна «Боже, царя храни!» звучали и растекались по сводам собрания. Особенно красноречиво говорил Михаил Семёнович Воронцов. В его речи звучала общая признательность жителей Симферополя в адрес внука В. М. Долгорукова за то, что он воплотил свой замысел — увековечил в Тавриде память человека, «кому Таврида обязана первым основанием на-стоящего своего благоденствия и спокойствия и за пожертвование капитала на приведение в исполнение прекрасной своей мысли». И прибавил, что вместе с памятником деду князь Б. В. Долгоруков возвел «незабвенную память и себе», и предложил тост за его здоровье, принятый с громкими «ура». Слова искренней благодарности были сказаны в честь профессора Штрсйхенберга и мастера Бахрушова, авторов, воплотивших свои идеи в сооруженном обелиске.

### Описание
Общий рисунок памятника представлял собой четырёхгранную ступенчатую пирамиду. Это была классическая для XIX века форма монумента.
Общие размеры памятника: высота — 19,81 м, стереобат — 10,88×10,92 м, стилобат — 7,81×7,86 м, цоколь — 3,38×3,38 м, пьедестал — 2,43×2,43 м, шпиль в основании — 1,73×1,73 м, медальоны (каждый из четырёх) — 1,48×1,48 м. (обмеры произведены в 1979 году при подготовке предварительных материалов к проекту реставрации обелиска. Разработка проекта осуществлялась сотрудниками НИРО-10 Украинского специального научно-реставрационного управления (главный архитектор А. Макашин, начальник НИРО-10 В. Борисов)).

#### Описание по составным частям
Стереобат (основание): прямоугольная в плане площадка (стилобат) с четырьмя нисподающими ступенями по периметру. Материал — тесаные прямоугольные плиты из крымского диорита, скреплённые пиронами (металлические скобы).
Цоколь: отдалённо напоминал усечённую пирамиду. Материал облицовки — диоритовые прямоугольные блоки. В данном случае цоколь мы можем также трактовать как нижнюю часть двухступенчатого пьедестала. Однако для простоты и удобства описания автор принял решение «разбить» двухсоставную нижнюю часть памятник на цоколь (усл.) и пьедестал.
Пьедестал: по форме близок к кубу. Материал облицовки — аналогичные диоритовые блоки. С четырёх сторон квадратные ниши, в которых были (сегодня отсутствуют) установлены мраморные медальоны-барельефы с текстом. Материал медальонов — каррарский мрамор.
База и карниз пьедестала: материал — крымский мраморовидный известняк. База пьедестала по профилю напоминает обратный каблучок. Карниз пьедестала по профилю близок к прямому каблучку.
Декоративное оформление верхней части пьедестала. По карнизу пьедестала идут фигурные зубцы. Вероятно, зубцы были изготовлены из каррарского мрамора. Однако, можно допустить, что из крымского мраморовидного известняка.
Шпиль: четырёхгранный, остроконечный. Материал облицовки — диоритовые блоки. Внутренний объём памятника был забутован камнем на известковом растворе (от стереобата до шпиля, во всю высоту).
Общую композицию памятника гармонично дополняли установленные по углам стереобата четыре шестигранных светильника на чугунных опорах, врытые рядом с ними четыре чугунных пушки XVIII века и массивная металлическая цепь, укрепленная по периметру стереобата на 12-ти конических диоритовых столбиках.

#### Сюжеты медальонов
Авторские гравюры медальонов впервые были опубликованы в изданном в 1842 году в Москве альбоме гравюр:
«MONUMENTO COI SUOI PRINCIPALI BASSO-RILIEVI ERETTO COLLA BENIGNA APPROVAZIONE DI SUA MAJESTA L’IMPERATORE DI TUTTE LE RUSSIE E COLLOCATO SULLA GRAN PIAZZA IN SEMFIROPOLI NELLA CRIMEA L’ANNO 1842 IN ONORE DEL PRINCIPE BASILIO MICHAILOVITSCH DOLGORUKI-KRIMSKI DAL SUO NIPOTE GRAN SCUDIERE PRINCIPE BASILIO BASILEVITSCH DOLGORUKI INVENTATO E SCOLPITO DAL PROFESSORE STREICHENBERG. Alto 30, archini o 70 piedi inglesi».
(Перевод с итальянского Бориса Кадочникова: «ПАМЯТНИК / с великими барельефами на цоколе / воздвигнутый с Высочайшего соизволения / Его Величества Императора Всея Руси / и установленный / на большой площади в Симферополе в Крыму / в 1842 году / в честь князя / Василия Михайловича Долгорукова-Крымского / его внуком / князем Василием Васильевичем Долгоруковым / разработал и исполнил профессор / Штрейхенберг».)
Центральный фасад (или — лицевой, или — юго-восточный. Для обыденного употребления — фасад, выходящий на ул. Жуковского; или — фасад, выходящий к Александро-Невскому собору): изображение фамильного герба князя Долгорукова.
Юго-западный фасад (фасад, выходящий в сторону ул. К. Маркса (быв. Екатерининской): Композиция под условным названием «Война». На переднем плане полководец князь Долгоруков-Крымский — близ него адъютант и русские воины; далее изображены русские в момент жаркой рукопашной схватки. В центре медальона — герб Российской империи (эмблема присоединения Крыма к Российской империи), по кругу — многофигурная композиция, воскрешающая битву русских и татар. Их изображения аллегоричны.
Северо-западный фасад (фасад, выходящий на ул. Долгоруковскую (быв. К. Либкнехта): В центре медальона — князь Долгоруков-Крымский с лавровым венком на голове. Грудь его покрыта кольчугой, поверх которой цепь ордена Святого Андрея Первозванного. По кругу текст, исполненный в правилах старого правописания: «Князю Василию Михайловичу Долгорукову-Крымскому от внука князя Василия Долгорукова».
Северо-восточный фасад (фасад, выходящий в сторону ул. Александра Невского (быв. Розы Люксембург): композиция под условным названием «Мир». В центре медальона — изображение христианского (четырёхлапчатого) креста в сиянии. По кругу — многофигурная композиция. В дореволюционных источниках она часто именовалась так: «Князь Долгоруков вручает законы покорённым народам». Они изображены в лице трёх избранных представителей, сопровождаемых толпой мужчин и женщин, несущих трофеи и дары князю (драгоценные сосуды, курильницы и т. д.; некоторые подводят из толпы коней). В нижней части рельефа — христианский священник, проповедующий крымцам Слово Божие. В правой части композиции — аллегорическое изображение окончания войны: вдали расположены проводники с верблюдами, на которых везут раненых в сражении, группа русских и татар, перевязывающих раны; пленники, освобождаемые от оков.
Все эти медальоны были созданы в мастерских профессора изящных искусств Штрейхенберга в Карраре (Италия). Его работа была отмечена Каррарской академией, а автор был избран почётным профессором Академии.
Круглые мраморные медальоны были укреплены в квадратных нишах пьедестала. Каждый медальон был в обрамлении растительного орнамента — по одному фрагменту в каждом углу.

#### Памятник до 1 мая 1919 года
В таком, вышеописанном виде, памятник находился без изменений до 1 мая 1919 года, когда по распоряжению Советской власти революционно настроенные массы выломали все четыре барельефа. Чудом сохранились только фрагменты двух барельефов: фамильный герб князя Долгорукова-Крымского и герб Российской империи на фоне битвы русских и татар.
Первый барельеф (усл. — «Герб Долгорукова») представлен пятью мраморными фрагментами произвольной конфигурации. Четыре фрагмента стыкуются между собой.
Фамильный герб Долгорукова прорисован на гравюре Августом Штрейхенбергом в зеркальном изображении. В мраморе же герб был исполнен по каноническим требованиям (правильно).
Общая площадь сохранившихся фрагментов медальона «Герб» составляет около 50 % изначальной площади медальона.
Второй медальон (усл. «Война» или «Двуглавый орел») представлен тремя мраморными фрагментами, два из которых весьма значительны по площади. Все фрагменты стыкуются между собой. Общая площадь сохранившихся фрагментов медальона порядка 65 %.
Фрагменты медальонов хранятся в экспозиции лапидария Центрального музея Тавриды (г. Симферополь, ул. Гоголя, 14).
Изначально по периметру стереобата была расположена металлическая цепь, укрепленная на 12 конических столбиках из диорита. Вероятно, несколько позже 1842 года были установлены 4 чугунные опоры для светильников. Опоры находились в углах ограды, с внутренней стороны.
С внешней стороны углов цепного ограждения в конце XIX века врыли в землю старинные чугунные пушки (казенной частью вниз, с наклоном стволов в сторону обелиска).

## Реставрация монумента в 1912 году
21 декабря 1912 года, на средства городского общественного управления, был произведён первый ремонт памятника, в процессе которого были выполнены расшивка и заделка открытых швов каменной кладки, ступеней и площадок; подвергся ремонту цоколь.
В течение последующих 40 лет (1912—1952 гг.) памятник не реставрировался, отчего и пришёл в ветхое состояние. Все мраморные медальоны в 1920-е годы были сорваны. Два медальона с утраченными художественными элементами в расколотом состоянии хранятся в лапидарии Крымского краеведческого музея. Судьба двух других была неизвестна. Из 16 первоначальных мраморных резных деталей, помещенных в углах ниш, обрамлявших медальоны, сохранились только 3. От фонарей остались 3 чугунные стойки, чугунные цепи; одна пушка утрачена. В таком состоянии и находился памятник до следующего ремонта, в 1952 году.

## Реставрация монумента в 1952 году
В 1952 году была осуществлена некоторая реставрация обелиска. По существу это была комбинированная реконструкция. Так, из цемента были отлиты копии двух медальонов: портрет князя В. М. Долгорукова-Крымского и изображение его фамильного герба. На месте двух других медальонов (крест в сиянии, в обрамлении аллегории с условным названием «Мир» и герб Российской империи в обрамлении аллегории «Война») установили цементный «новодел», по теме и исполнению не имеющее ничего общего с оригиналом. С юго-восточного фасада был установлен медальон с надписью на современном русском языке: «В память освобождения Крыма русскими войсками от турецких захватчиков в 1771 году». С обратной стороны, с северо-западного фасада, был установлен такой же медальон с текстом: «На этом месте в 1771 году находился штаб командующего русскими войсками генерала В. М. Долгорукова».
Так же в 1952 году были заменены первоначальные столбики, на которых крепилась металлическая цепь. Конические столбики (обр. 1842 года) из крымского диорита уступили место бетонным, изготовленным в форме усеченной четырёхгранной пирамиды. Шестигранные фонари на чугунных опорах были заменены четырёхгранными.

## Реставрация монумента в конце 1970-х — начале 1980-х гг
В 1979 году были начаты работы по ремонту и реставрации Долгоруковского обелиска. Планировалась замена псевдоисторических медальонов и цементных копий образца 1952 года на точные копии, исполненные в мраморе. Кроме того, планировалось отремонтировать, заменить и реставрировать стереобат, базу и карниз пьедестала, декоративные детали, столбики ограждения. Все работы намечено было завершить к 1984 году, к празднованию 200-летия города Симферополя.
Проектную часть работ была начата зимой 1979 года и через несколько месяцев, в том же году, завершена. Эти работы были выполнены НИРО-10 (начальник В. Н. Борисов, главный архитектор А. М. Макашин). Научно-исследовательский реставрационный отдел входил в то время в структуру Крымский специальных научно-производственных мастерских. Проектная документация 1979 года до последнего времени хранила в архиве КСНПМ. Первая фаза проекта реставрации состояла из исторической записки, составленной Светланой Беловой.
За несколько лет был осуществлён ограниченный объём работ, в основном относящийся к реставрации стереобата (основания) и столбиков ограждения. Главная цель ремонтно-реставрационных усилий состояла в воссоздании медальонов памятника в их первоначальном виде. Эта задача не была выполнена. Четой скульпторов Петренко, Надежды Ивановны и Владимира Васильевича были сделаны модели медальонов в натуральную величину: две гипсовые и две в пластилине, готовые к формированию в гипс. Однако дальнейшие подготовительные работы были прекращены в силу отсутствия мрамора (завезённые четыре блока — 150 х 150 х 15 см — имели трещины).
Кроме того, в силу отсутствия финансирования, были прекращены работы и по изготовлению декоративных элементов из мрамора и мраморовидного известняка. Изготовили всего 28 новых зубцов из мрамора и несколько пробных блоков из мраморовидного известняка для базы и карниза пьедестала. К работе по созданию акротерий и угловых декоративных рельефов в нишах скульпторы так и не приступили.
200-летие Симферополя Долгоруковский обелиск встретил со свежими следами ремонта стереобата и ограждения, но с теми же медальонами обр. 1952 года. Без зубцов и акротерий. Последние демонтировали в начале 80-х годов с целью реставрации.

## Реставрация 2011 года
В начале 2011 года была проведена реставрация памятника, в ходе которой был восстановлен его первоначальный облик. Цементные медальоны 1952 года были заменены на мраморные, в точности повторяющие уничтоженные в 1919 году. Также были восстановлены прочие декоративные элементы.

## Историческое значение и архитектурные достоинства Долгоруковского обелиска
Долгоруковский обелиск является памятником истории Крыма. Он посвящён российскому полководцу, который в 1771 году сокрушил татаро-турецкие войска в Крыму и на юге современной Украины. Под его руководством войска поставили последнюю точку в череде многочисленных грабительских набегов войск крымских ханов на нынешние территории Украины, Российской Федерации, Польши и других государств. Поэтому значение данного памятника выходит далеко за пределы города Симферополя и Крымского полуострова.
С точки зрения искусствоведческой Долгоруковский обелиск также является не рядовым объектом. Точные пропорции, изящество, классическое расположение объекта как градостроительной доминанты дают право высоко оценить архитектурные, художественные и строительно-технологические достоинства обелиска. Установленный в 1842 году на личные средства внука князя В. Долгорукова, Василия Васильевича, он является и первым гражданским памятником в Симферополе.
Долгоруковский обелиск сразу же после возведения превратился в одну из основных достопримечательностей города Симферополя. В определённой степени он стал одним из неофициальных символов столицы Таврической губернии.
Долгоруковский обелиск был установлен на Соборной площади около Александро-Невского православного храма, откуда начиналась улица Долгоруковская. Параллельно ей с одной стороны шла улица Екатерининская (князь Василий Долгоруков был сподвижником Екатерины II).